# Leandro Menconi
Leandro Menconi (Carrara, 9 gennaio 1922 – ...) è stato un calciatore italiano, di ruolo centrocampista.

## Carriera
Debutta in Serie B con la Carrarese nel 1946-1947, disputando due stagioni tra i cadetti per un totale di 55 presenze, prima della retrocessione in Serie C avvenuta al termine del campionato 1947-1948.
In seguito con i toscani disputa anche tre campionati di Serie C.